# Kurucaşile
Kurucaşile là một huyện thuộc tỉnh Bartın, Thổ Nhĩ Kỳ. Huyện có diện tích 167 km² và dân số thời điểm năm 2007 là 7593 người, mật độ 45 người/km².